# Camillo I Gonzaga
Camillo I Gonzaga (Bologna, 27 marzo 1521 – Novellara, 24 aprile 1595) è stato un nobile e militare italiano, conte di Novellara dal 1540 al 1577.

## Biografia
Era figlio di Alessandro I Gonzaga, conte di Novellara e di Costanza da Correggio.
Venne inviato a Roma affinché il patriarca Giulio Cesare Gonzaga gli facesse intraprendere la carriera ecclesiastica, ma ben presto si accorse che quella non era la strada da percorrere e nel 1545 intraprese la carriera della armi. Militò sotto la bandiera dell'Impero e, col grado di colonnello, nel 1547 fu a fianco di Carlo V.
Nel 1533 ottenne l'investitura della Contea di Novellara, unitamente ai fratelli Francesco ed Alfonso.
Combatté nella Fiandre e in Germania e venne eletto governatore della città di Borgo San Donnino.
Al termine della carriera militare si ritirò a Novellara, dove si dedicò alle opere religiose e ai poveri.
Nel 1570 fece erigere dai Gesuiti un collegio ed operò per l'abbellimento del paese.
Morì nel 1595 a Novellara.

## Discendenza
Camillo sposò nel 1555 Barbara Borromeo (9 febbraio 1538 – 24 luglio 1572), figlia del conte Camillo Borromeo di Arona, governatore di Como e Pavia, e cugina di Carlo Borromeo, ma non ebbero figli.

## Ascendenza
|                          |                         |                          | Genitori       |  |  | Nonni |  |  | Bisnonni            |  |  | Trisnonni       |  |
|                          |                         |                          |                |  |  |       |  |  | Francesco I Gonzaga |  |  | Giacomo Gonzaga |  |
|                          |                         |                          |                |  |  |       |  |  | Francesco I Gonzaga |  |  | Giacomo Gonzaga |  |
|                          |                         | Ippolita Pio             |                |  |  |       |  |  | Francesco I Gonzaga |  |  |                 |  |
| Giampietro Gonzaga       |                         |                          |                |  |  |       |  |  | Francesco I Gonzaga |  |  |                 |  |
|                          |                         | Costanza Strozzi         | …              |  |  |       |  |  |                     |  |  |                 |  |
|                          |                         | Costanza Strozzi         | …              |  |  |       |  |  |                     |  |  |                 |  |
|                          |                         | Costanza Strozzi         | …              |  |  |       |  |  |                     |  |  |                 |  |
| Alessandro I Gonzaga     |                         | Costanza Strozzi         |                |  |  |       |  |  |                     |  |  |                 |  |
|                          |                         | Marsiglio Torelli        | …              |  |  |       |  |  |                     |  |  |                 |  |
|                          |                         | Marsiglio Torelli        | …              |  |  |       |  |  |                     |  |  |                 |  |
|                          |                         | Marsiglio Torelli        | …              |  |  |       |  |  |                     |  |  |                 |  |
| Caterina Torelli         |                         | Marsiglio Torelli        |                |  |  |       |  |  |                     |  |  |                 |  |
|                          |                         | Taddea Pio di Savoia     | …              |  |  |       |  |  |                     |  |  |                 |  |
|                          |                         | Taddea Pio di Savoia     | …              |  |  |       |  |  |                     |  |  |                 |  |
|                          |                         | Taddea Pio di Savoia     | …              |  |  |       |  |  |                     |  |  |                 |  |
| Camillo I Gonzaga        |                         | Taddea Pio di Savoia     |                |  |  |       |  |  |                     |  |  |                 |  |
|                          | Manfredo I da Correggio | Gherardo VI da Correggio |                |  |  |       |  |  |                     |  |  |                 |  |
|                          | Manfredo I da Correggio | Gherardo VI da Correggio |                |  |  |       |  |  |                     |  |  |                 |  |
|                          | Manfredo I da Correggio | …                        |                |  |  |       |  |  |                     |  |  |                 |  |
| Giberto VII da Correggio | Manfredo I da Correggio |                          |                |  |  |       |  |  |                     |  |  |                 |  |
|                          |                         | Agnese Pio di Savoia     | Marco I Pio    |  |  |       |  |  |                     |  |  |                 |  |
|                          |                         | Agnese Pio di Savoia     | Marco I Pio    |  |  |       |  |  |                     |  |  |                 |  |
|                          |                         | Agnese Pio di Savoia     | Taddea Roberti |  |  |       |  |  |                     |  |  |                 |  |
| Costanza da Correggio    |                         | Agnese Pio di Savoia     |                |  |  |       |  |  |                     |  |  |                 |  |
|                          |                         | Antonio Maria Pico       | …              |  |  |       |  |  |                     |  |  |                 |  |
|                          |                         | Antonio Maria Pico       | …              |  |  |       |  |  |                     |  |  |                 |  |
|                          |                         | Antonio Maria Pico       | …              |  |  |       |  |  |                     |  |  |                 |  |
| Violante Pico            |                         | Antonio Maria Pico       |                |  |  |       |  |  |                     |  |  |                 |  |
|                          |                         | Costanza Bentivoglio     | …              |  |  |       |  |  |                     |  |  |                 |  |
|                          |                         | Costanza Bentivoglio     | …              |  |  |       |  |  |                     |  |  |                 |  |
|                          |                         | Costanza Bentivoglio     | …              |  |  |       |  |  |                     |  |  |                 |  |
|                          |                         | Costanza Bentivoglio     |                |  |  |       |  |  |                     |  |  |                 |  |